# Szánkó az 1980. évi téli olimpiai játékokon
Az 1980. évi téli olimpiai játékokon a szánkó versenyszámait Lake Placidben rendezték meg február 13. és 19. között.
A férfiaknak 2 versenyszámban, a nőknek 1 versenyszámban osztottak érmeket.

## Éremtáblázat
(Az egyes számoszlopok legmagasabb értéke vagy értékei vastagítással kiemelve.)
| Az 1980. évi téli olimpiai játékok éremtáblázata szánkóban | Az 1980. évi téli olimpiai játékok éremtáblázata szánkóban | Az 1980. évi téli olimpiai játékok éremtáblázata szánkóban | Az 1980. évi téli olimpiai játékok éremtáblázata szánkóban | Az 1980. évi téli olimpiai játékok éremtáblázata szánkóban | Olimpia  |
| ---------------------------------------------------------- | ---------------------------------------------------------- | ---------------------------------------------------------- | ---------------------------------------------------------- | ---------------------------------------------------------- | -------- |
|                                                            | Ország                                                     | Arany                                                      | Ezüst                                                      | Bronz                                                      | Összesen |
| 1.                                                         | NDK (GDR)                                                  | 2                                                          | 1                                                          | 0                                                          | 3        |
| 2.                                                         | Szovjetunió (URS)                                          | 1                                                          | 0                                                          | 1                                                          | 2        |
|                                                            |                                                            |                                                            |                                                            |                                                            |          |
| 3.                                                         | Olaszország (ITA)                                          | 0                                                          | 2                                                          | 0                                                          | 2        |
|                                                            |                                                            |                                                            |                                                            |                                                            |          |
| 4.                                                         | Ausztria (AUT)                                             | 0                                                          | 0                                                          | 1                                                          | 1        |
| 4.                                                         | NSZK (FRG)                                                 | 0                                                          | 0                                                          | 1                                                          | 1        |
|                                                            |                                                            |                                                            |                                                            |                                                            |          |
| Összesen                                                   | Összesen                                                   | 3                                                          | 3                                                          | 3                                                          | 9        |

## Érmesek
| Az 1980. évi téli olimpiai játékok érmesei szánkóban |                                      |          |                                                     |          |                                                  |          |
| Versenyszám                                          | Arany                                | Arany    | Ezüst                                               | Ezüst    | Bronz                                            | Bronz    |
| Férfi egyes                                          | Bernhard Glass · NDK (GDR)           | 2:54,796 | Paul Hildgartner · Olaszország (ITA)                | 2:55,372 | Anton Winkler · NSZK (FRG)                       | 2:56,545 |
| Női egyes                                            | Vera Zozuļa · Szovjetunió (URS)      | 2:36,537 | Melitta Sollmann · NDK (GDR)                        | 2:37,657 | Ingrīda Amantova · Szovjetunió (URS)             | 2:37,817 |
| Kettes                                               | NDK (GDR) · Hans Rinn · Norbert Hahn | 1:19,331 | Olaszország (ITA) · Peter Gschnitzer · Karl Brunner | 1:19,606 | Ausztria (AUT) · Georg Fluckinger · Karl Schrott | 1:19,795 |